# 1975: Occhi bianchi sul pianeta Terra
1975: Occhi bianchi sul pianeta Terra (The Omega Man) è un film di fantascienza postapocalittica del 1971 diretto da Boris Sagal.
Il soggetto è tratto dal romanzo fantascientifico postapocalittico di Richard Matheson Io sono leggenda (I Am Legend) del 1954 (pubblicato in Italia anche con il titolo I vampiri), pur discostandosi molto dal romanzo. Dallo stesso soggetto era già stata tratta la pellicola L'ultimo uomo della Terra (The Last Man on Earth) del 1964, una produzione italoamericana alla cui sceneggiatura partecipò attivamente lo stesso Matheson.
Il film ha avuto un remake nel 2007, Io sono leggenda (I Am Legend).

## Trama
In una Los Angeles abbandonata e spettrale si aggira Robert Neville, ex medico militare e ultimo uomo sopravvissuto a un olocausto batteriologico tra Cina e Russia avvenuto due anni prima. La ricerca di generi di prima necessità da una parte e quella di mantenere la propria mente lucida in una realtà alienante dall'altra ne caratterizza le giornate, mentre la lotta armata per la sopravvivenza ne caratterizza le notti. La solitaria esistenza di Neville è infatti messa a repentaglio dal tramonto all'alba dagli assalti della Famiglia, una setta di creature che i veleni della guerra batteriologica hanno trasformato in fotofobici e psicotici albini. Riuniti attorno alla farneticante figura del loro capo Matthias (Anthony Zerbe), questo manipolo di poche centinaia di individui abbandona il proprio rifugio (simbolicamente il tribunale della città ma Neville ne è ignaro) ed esce allo scoperto non appena il Sole cala dietro l'orizzonte per distruggere con il fuoco qualunque retaggio dell'era tecnologica, responsabile della distruzione della civiltà e di cui Neville rappresenta chiaramente l'ultima, detestabile incarnazione.
Neville di tanto in tanto cerca dei superstiti come anche di capire dove la Famiglia si nasconda, ma trova solo qualche corpo senza vita di quest'ultimi uccisi dalla malattia. Neville prova anche a lasciare delle registrazioni delle sue ricerche convinto che ormai siano inutili, successivamente trova una donna apparentemente normale all'interno di un negozio di vestiti ma quest'ultima si dà alla fuga e l'uomo non riuscendo a raggiungerla si convince che si tratti di un'allucinazione. Ore dopo Neville viene catturato dalla Famiglia, la setta sfoga lentamente il suo odio verso l'uomo, ma prima che possano ucciderlo, lo scienziato viene salvato da Dutch e Lisa (la donna trovata nel negozio di abbigliamento) e riescono a fuggire.
Inesorabilmente scandita da luce e tenebre, la monotona successione di giornate sempre uguali si arresta quando Neville scopre di non essere realmente solo. L'incontro con Lisa, Dutch e un gruppo di bambini miracolosamente scampati ad una seria intossicazione, ma di cui presentano comunque sintomi leggeri, fornisce a Neville una nuova ragion d'essere. Il suo sangue, immunizzato da un vaccino sperimentale di sua ideazione, rappresenta la salvezza per un'umanità senza più speranze, poiché ci vorrebbero anni per riprodurre tale vaccino. Lisa e suo fratello minore Richie (Richard nel doppiaggio italiano) al secondo stadio avanzato della malattia, si trasferiscono da Neville mentre Dutch e i bambini restano nel loro nascondiglio. Alla sera Neville e Lisa nel provare un momento di piacere subiscono un nuovo assalto da parte della Famiglia ma Neville prevale uccidendo Zachary, il luogotenente di Matthias.
Richie viene salvato da Neville; il ragazzo preso dalla compassione vuole convincere la scienziato a curare la Famiglia, poiché anche loro sono esseri umani ma Neville ne è più che contrario. Programmata la partenza per abbandonare la città e trasferirsi in montagna insieme agli altri giovani superstiti lasciando quindi la Famiglia indietro che potrà morire da un momento all'altro consumata dalla malattia, Richie coglie l'attimo di solitudine per presentarsi al tribunale cercando di convincere Matthias e i suoi esponenti a farsi curare. Tuttavia, questi dubitano delle parole del ragazzo e lo uccidono.
Robert Neville dopo aver avuto conferma da Richie su quale sia il nascondiglio della setta, si precipita subito li per salvarlo ma troverà solo il corpo senza vita del ragazzo. Lisa, nel frattempo, ormai allo stadio finale della malattia, si imbatte nella Famiglia da cui viene inevitabilmente attirata. L'ultimo incontro tra Matthias e Neville avviene nell'attico di quest'ultimo, che riesce a trarsi in salvo dall'aggressione della Famiglia e portare con sé anche Lisa nella speranza di poterla curare, ma Matthias coglie l'attimo e scaglia una lancia a Neville, colpito proprio davanti a casa sua. All'alba arriva il gruppo di Dutch che trova Neville morente e Lisa in pessime condizioni; prima di esalare l'ultimo respiro, Neville consegna nelle mani di Dutch il flacone contenente il siero per salvare l'umanità.
Nell'ultima inquadratura, Neville appare senza vita nella fontana davanti a casa sua con le braccia allargate, nella stessa posizione di Gesù crocifisso, il sangue sgorgante dalla ferita si è ormai mischiato all'acqua, immagine del nuovo salvatore dell'umanità.

## Produzione
Inizialmente, la produzione avrebbe voluto costruire un set cinematografico che riproducesse un'area metropolitana abbandonata. Scartata quest'idea poiché troppo costosa, il film venne girato per le strade del centro degli affari di Los Angeles la domenica mattina, quando il movimento dei pedoni era limitato. Le sequenze realizzate in esterno rendono comunque l'idea che la città sia effettivamente disabitata, anche se i più attenti noteranno incongruenze in lontananza quali auto in movimento, qualche pedone e semafori funzionanti.

## Colonna sonora
La colonna sonora di Ron Grainer è stata pubblicata per la prima volta in CD nel marzo 2000 a cura dell'etichetta specializzata in colonne sonore Film Score Monthly. Questa prima edizione, limitata a tremila copie, è andata esaurita ed è diventata oggetto di culto per i collezionisti, anche grazie alle ricche note esplicative sul film e sulla partitura che sono contenute nel libretto del disco. L'editrice discografica ha in seguito ristampato il disco, fornendo altresì un collegamento in rete dove vengono riprodotte le analisi incluse nell'originario libretto.

## Scena tagliata
La sceneggiatura del film include una scena in cui Lisa visita la tomba dei suoi genitori subito dopo che suo fratello Richie inizia a guarire grazie a gli sforzi di Neville. A insaputa dello scienziato, Lisa è incinta e cerca conforto andando a trovare i genitori defunti prima che lei, insieme a Neville, Richie, Dutch e al resto del gruppo, lascino la città per sempre. Mentre Lisa parla davanti alla tomba dei suoi familiari, sente il pianto di una persona proveniente da una cripta nelle vicinanze ed indaga: all'interno una donna della Famiglia sta depositando il corpo senza vita di un neonato affetto dalla stessa malattia dei membri della setta. Lisa prova dispiacere per il dolore di quella madre e vorrebbe ucciderla per porre fine alle sue sofferenze ma desiste facendole le condoglianze, nonostante siano nemiche. Lisa infatti crede che tutti i bambini che nasceranno, inclusa la creatura che porta in grembo, subiranno lo stesso destino. Subito dopo tornata da Neville, Lisa gli racconta l'accaduto confermandogli la sua preoccupazione; lo scienziato le chiede se per precauzione ha ucciso la donna nella cripta ma Lisa risponde che non ucciderebbe mai una madre colpita dal dolore se anche lei potrebbe diventarlo. Scioccato, Neville abbraccia Lisa per consolarla. Benché la scena sia stata tagliata dal film, l'accreditato "Woman in Cemetery Crypt" (Donna nella cripta del cimitero) è rimasto.

## Edizione italiana
Il film è ambientato nel 1977, due anni dopo la fantomatica guerra tra Cina e Russia che aveva scatenato attacchi chimico-batteriologici e provocato l'estinzione di massa. Essendo però il 1975 l'anno che ha segnato l'inizio del rapido declino, si vedono nel film alcune scene in cui sono appesi ai muri calendari di quell'epoca, per cui si deduce che chi si è occupato della traduzione in italiano del titolo ha preferito riferirsi a quell'anno per indicare il momento in cui l'umanità viene cancellata.

## Critica
Fantafilm scrive: «Sebbene la vicenda si perda un po' troppo in imboscate e assalti, il film offre spunti critici invitando a riflettere sulla stridente contraddizione tra l'uomo sano che ritiene di essere normale e gli infelici antagonisti che nella propria diversità riconoscono la nuova normalità. Un'eco del clima di contestazione giovanile del tempo».